# Abel Kiviat
Abel Kiviat (Abel Richard Kiviat; * 23. Juni 1892 in New York City, New York; † 24. August 1991 in Lakehurst, New Jersey) war ein US-amerikanischer Mittelstreckenläufer.
Am 8. Juni 1912 stellte er in Cambridge (Massachusetts) mit 3:55,8 den ersten offiziellen Weltrekord im 1500-Meter-Lauf auf. Dadurch galt er als Favorit für die Olympischen Spiele 1912 in Stockholm. Im Finale unterlag er jedoch in einem sehr knappen Zieleinlauf überraschend dem Briten Arnold Jackson (3:56,8 min) und gewann in 3:56,9 min Silber vor seinem Landsmann Norman Taber (ebenfalls 3:56,9 min). Kiviat nahm auch am Mannschaftslauf über 3000 Meter teil und war im Vorlauf Bester seiner Mannschaft. Im Finale stieg er aus, als er merkte, dass er nicht in die Wertung kommen würde, wurde aber dennoch wie die anderen Mitglieder des siegreichen US-Teams mit einer Goldmedaille ausgezeichnet.
Am 15. Februar 1913 stellte er in New York City mit 4:18,2 min einen Hallenweltrekord über 1 Meile auf.
Dreimal wurde er US-Meister über 1 Meile (1911, 1912, 1914) und einmal im Crosslauf (1913). In der Halle errang er zweimal den nationalen Titel über 600 Yards (1911, 1913) und dreimal über 1000 Yards (1911, 1913, 1914).
Abel Kiviat, der nur 1,60 m groß war, wurde 99 Jahre alt und als letzter Überlebender der Olympiamannschaft von 1912 zu den Olympischen Spielen 1984 in Los Angeles eingeladen.

## Weblinks

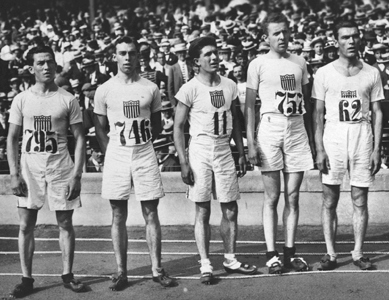
Die siegreiche Mannschaft über 3000 Meter (v. l. n. r.):
Abel Kiviat, Norman Taber, Louis Scott, Tell Berna, George Bonhag